# Mathilde Henrot

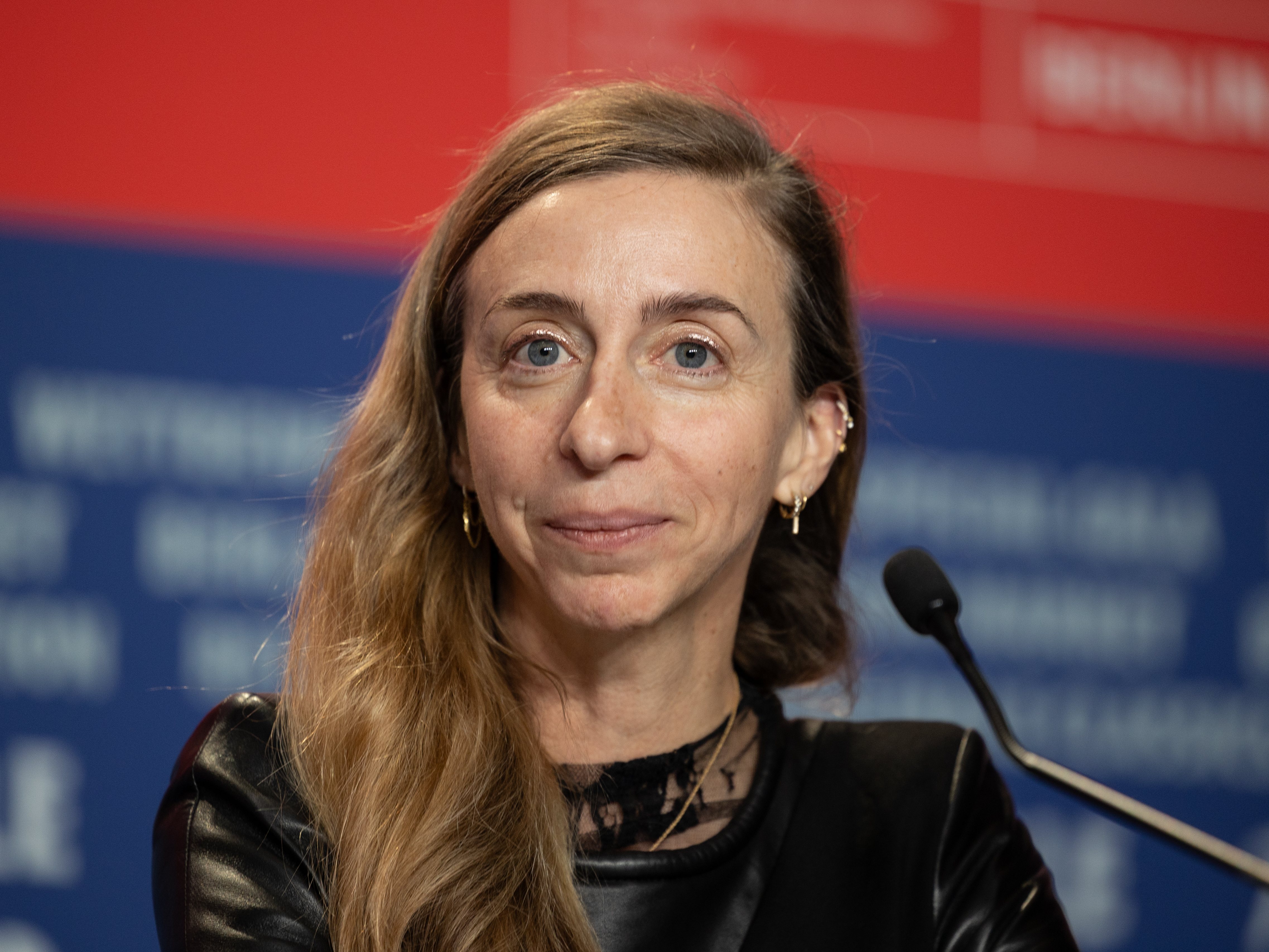
Mathilde Henrot auf der Berlinale 2025

Mathilde Henrot (* 1975) ist eine französische Programmgestalterin und Filmproduzentin.

## Werdegang
Mathilde Henrot studierte an der École des hautes études commerciales de Paris, am INALCO sowie an der Universitäten Paris-Nanterre und Panthéon Assas in Paris. Ihre Schwerpunkte waren Chinesisch, Philosophie sowie literarisches und künstlerisches Urheberrecht.
Zu Beginn ihrer Karriere arbeitete sie acht Jahre lang als Verkaufsdirektorin für die französische Kinokette MK2. 2010 gründete sie gemeinsam mit Alessandro Raja das Festival Scope Pro, eine Online-Filmplattform für Filmschaffende. Außerdem entwickelte sie 2016 in Kooperation mit Arte das Festival ArteKino, das Filme junger europäischer Regisseure und Regisseurinnen fördert.
Mathilde Henrot ist auch Gründerin von Maharaja Films, einer Produktionsfirma, die unter anderem Filme von Giorgos Lanthimos und Rabah Ameur-Zaïmeche produziert hat. Sie produzierte zudem die Filme Une nuit dans Paris von Anissa Bonnefont und Le songe de Poliphile von Camille Henrot, der bei den Internationalen Filmfestspielen von Cannes 2011 gezeigt wurde.
Seit 2012 kuratiert sie das Programm Kinoscope beim Sarajevo Film Festival. Ab 2018 war sie im Auswahlkomitee und von 2021 bis 2024 zusätzlich stellvertretende Künstlerische Leiterin beim Locarno Film Festival. Im September 2024 wurde sie zusammen mit Jacqueline Lyanga, Michael Stütz und Tricia Tuttle als Mitglied des Auswahlkomitees der 75. Internationalen Filmfestspiele Berlin 2025 benannt. Gemeinsam wählten sie die Filme für die Sektionen Wettbewerb, Berlinale Special und Perspectives aus.

## Filmografie
- 2011: Le songe de poliphile, Regie: Camille Henrot (Kurzfilm, Produzentin)
- 2011: Une nuit dans Paris, Regie: Anissa Bonnefont (Kurzfilm, Produzentin)